# Николаевка (Болгария)
Николаевка (болг. Николаевка) — село в Болгарии. Находится в Варненской области, входит в общину Суворово. Ранее село называлось Хадарча. Население составляет 563 человека.
Село расположено в 30 км к северо-западу от города Варна, на высоте 350–400 м над уровнем моря, по обе стороны реки Николаевска. В 3 км находится Николаевское водохранилище площадью 346 аров.

## История
Османское владычество на болгарских землях и русско-турецкая война 1828—1829 годов привели к практически полному исчезновению болгарского населения в селе. Многие болгары после этой войны эмигрировали в Северную Добруджу и Бессарабию. В последующие годы в поселении обосновались болгарские переселенцы, в основном из восточных балканских сел Голица и Эркеч. Среди них был Атанас Георгиев из Голицы, участвовавший в войне в качестве переводчика для русских. После ухода русских его семья, как и многие другие, направилась на север, в Бессарабию, но по пути остановилась в Хадарче. Это новое население составило основу болгарского национального возрождения в Варненском крае.

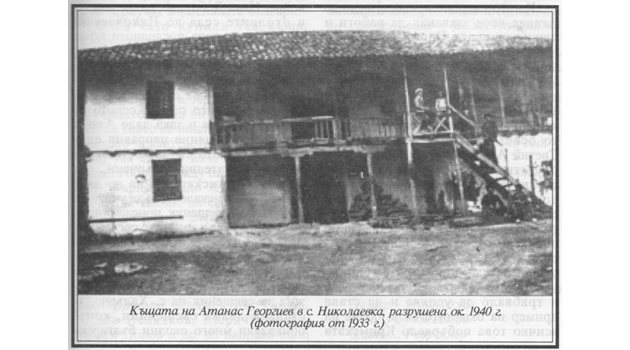
Дом Атанаса Георгиева (1933), разрушен около 1940 года.

Атанас Георгиев становится самым влиятельным человеком в деревне, и люди избирают его старостой деревни (чорбаджия). Будучи человеком образованным, чорбаджи Атанас в 1847 году на собственные средства, несмотря на невежество односельчан, открыл в своём селе первую болгарскую школу. Своим первым учителем он назначил молодого Константина Дыновского – первого болгарского учителя не только в селе, но и во всей Варненской области. По инициативе чорбаджи Атанаса началось строительство и болгарской церкви. Сопротивление греков остановило строительство, но после долгих усилий церковь, хотя и небольшая, была открыта 26 октября 1851 года и освящена самим Варненским митрополитом Порфирием. Она получила название «Свети Атанас Александрийски», в честь святого Атанаса Георгиева. Священником был назначен болгарин, а не грек — Иван Громов. Внук Атанаса Георгиева и сын Константина Дыновского — Петр Дынов.

## Население
| Год  | Численность | Численность |
| ---- | ----------- | ----------- |
| 1998 | 586         | [ 7 ]       |
| 1999 | 565         | [ 8 ]       |
| 2000 | 552         | [ 9 ]       |
| 2001 | 558         | [ 10 ]      |
| 2002 | 434         | [ 11 ]      |
| 2003 | 568         | [ 12 ]      |
| 2004 | 563         | [ 13 ]      |
| 2005 | 550         | [ 14 ]      |
| 2006 | 426         | [ 15 ]      |
| 2007 | 409         | [ 16 ]      |
| 2008 | 403         | [ 17 ]      |
| 2009 | 571         | [ 18 ]      |
| 2010 | 387         | [ 19 ]      |
| 2011 | 383         | [ 20 ]      |
| 2012 | 569         | [ 21 ]      |
| 2013 | 570         | [ 22 ]      |
| 2014 | 567         | [ 23 ]      |
| 2015 | 352         | [ 24 ]      |
| 2016 | 549         | [ 25 ]      |
| 2017 | 525         | [ 26 ]      |
| 2018 | 500         | [ 27 ]      |
| 2019 | 344         | [ 28 ]      |
| 2020 | 594         | [ 29 ]      |
| 2021 | 582         | [ 30 ]      |
| 2022 | 335         | [ 31 ]      |
| 2023 | 560         | [ 32 ]      |
| 2024 | 538         | [ 33 ]      |